# Conquests of Camelot
Conquests of Camelot is een avonturenspel van Sierra On-line uit 1989. Het spel is beschikbaar voor MS-DOS, Amiga en Atari ST. Het werd gemaakt met Sierra's interne ontwikkeltool SCI0.

## Titel
De titel van het spel is inconsistent naargelang de versie en het platform. Volgende titels zijn zeker gebruikt:
- Conquests of Camelot: The Search for the grail
- Conquests of Camelot I: The Search for the Grail
- Conquests of Camelot: Search for the Grail
- Op het titelvenster bij start van het spel staat soms Conquests of Camelot [2] gevolgd door een tweede scherm met de subtitel King Arthur: The Search for the Grail

## Verhaal
Het spel start rond de periode van de ondergang van Camelot omwille van de driekhoeksverhouding tussen koning Arthur, Guinevere en Lancelot. Na een visioen over de Heilige Graal startten Gawain, Lancelot en Galahad een queeste om dit voorwerp te vinden. Echter keerden ze niet terug. De speler bestuurt koning Arthur in zijn zoektocht naar de missende ridders en de Heilige Graal.
Het avontuur start aan het kasteel waarna Arthur doorheen Engeland reist. Hij vecht tegen een Zwarte Ridder om Gawain te redden. Daarna gaat hij naar Glastonbury om de ruïnes van Glastonbury Tor, de abdij en Chalice Well te bezoeken. Een gestoorde monnik beweert dat Jozef van Arimathea hem de Graal schonk. Daarna wordt de tocht verdergezet naar Otmoor waar koning Arthur door de Vrouwe van het Meer wordt uitgedaagd om raadsels op te lossen in ruil voor de vrijlating van Lancelot.
Vervolgens start de zoektocht naar Galahad die in het Midden-Oosten wordt gevangengehouden. In Gaza ontmoet Arthur As-Sirāt. Daarna gaat hij naar Jerusalem en vervolgens naar Palestina waar hij de mensen onbaatzuchtig helpt. Ook moet Arthur in de clinch gaan met de godin van de tempel van Artemis in Efeze.

## Spelbesturing
De speler kan min of meer zelf zijn reisroute beslissen of om bepaalde delen over te slaan zoals het gevecht met de Zwarte Ridder. In dat laatste voorbeeld zal Gawain ook niet worden gered. Echter zal Arthur enkel de juiste Heilige Graal vinden wanneer hij zijn drie ridders heeft kunnen bevrijden. In het andere geval zal hij een nepgraal vinden en daardoor sterven.
Het spel gebruikt een scoresysteem op basis van drie punten:
- Bekwaamheid: door vijanden uit te schakelen
- Wijsdom: door informatie te verkrijgen via conversaties met andere personen
- Innerlijke: door anderen te helpen

Bedoeling is om een zo hoog mogelijke score te behalen.
De soundtrack bestaat uit middeleeuwse muziekfragmenten gecomponeerd door Mark Seibert.
Bij het spel hoort een map van Europa zoals dat er tijdens de tijd van koning Arthur zou hebben uitgezien. Verder is er een handleiding met de titel Liber Ex Doctrina dewelke achtergrondinformatie geeft over de Arthur-legende en de Heilige Graal alsook over Griekse en Romeinse mythologie. Dit boek is ook nodig om bepaalde raadsels in het spel te kunnen oplossen.